# Герб Зуевки
Герб муниципального образования «Город Зуевка» — опознавательно-правовой знак, составленный и употребляемый в соответствии с правилами геральдики, служащий символом Зуевского городского поселения Зуевского района Кировской области Российской Федерации.

## Описание герба
Описание герба:
В лазоревом поле летящая серебряная птица зуёк с распростёртыми крыльями в левую перевязь, сопровождаемая двумя серебряными волнистыми узкими столбами, поверх всего пониженный узкий пояс, чёрный и серебряный.

## Обоснование символики
Обоснование символики:
Рисунок герба и флага языком символов и аллегорий передаёт исторические, социально-экономические и природные особенности города.
Населённый пункт на месте современного города Зуевка основан в 1898 году в связи со строительством железной дороги Пермь — Вятка — Котлас. Станционный посёлок возник между реками Коса и Кордяга. Самым близким населённым пунктом к станции была деревня Зуи, отсюда и название — Зуевка. Наиболее вероятно, что деревня, а затем станция и город получили своё имя от названия птиц отряда ржанковых — зуёк, которые водились в окрестностях. Название города передано в гербе летящей птицей зуёк, что делает герб «гласным» и «говорящим». Кроме того, летящая птица — это символ целеустремлённости и решительности. Железная дорога, послужившая причиной возникновения Зуевки, а также являющаяся основным родом занятий её жителей, символически передана чёрно-серебряным поясом внизу рисунка. Серебряные волнистые столбы по сторонам олицетворяют реки Коса и Кордяга.
Серебро символизирует чистоту, благородство, согласие и человеколюбие. Лазоревый цвет — а это синий и все его оттенки (цвет на общем полотне герба и Флага) — символ красоты, богатства, упорства и любви к Родине. Чёрный цвет олицетворяет мудрость, честь, веру и стремление к победе.

## История создания
- Герб города Зуевка включён в Государственный геральдический регистр Российской Федерации под № 4322[2].